# Volodímir Bezsónov
Volodímir Vasílovich Béssonov (en ucraniano: Володимир Васильович Безсонов; Járkov, 5 de marzo de 1958) es un exfutbolista y entrenador ucraniano. Hasta 2010 fue entrenador del FC Dnipro Dnipropetrovsk. Participó de la Copa Mundial de Fútbol Juvenil de 1977 realizada en Túnez donde anotó 3 goles, dos de ellos en la final contra el seleccionado de México, dicho partido salió empatado 2 a 2 y luego los soviéticos se impusieron en una ardua definición por penaltis por 9 a 8. Durante dicho mundial juvenil Bezsónov fue galardonado con el Balón de Oro. 

## Trayectoria

### Jugador
| Club              | País            | Año         |
| ----------------- | --------------- | ----------- |
| FC Dinamo de Kiev | Unión Soviética | 1976 - 1990 |
| Maccabi Haifa     | Israel          | 1990 - 1991 |

### Entrenador
| Club                     | País    | Año         |
| ------------------------ | ------- | ----------- |
| FC Arsenal Kiev          | Ucrania | 1997 - 2001 |
| Turkmenistán             |         | 2002 - 2003 |
| FC Zarya de Lugansk      | Ucrania | 2006        |
| FC Kharkov               | Ucrania | 2006 - 2008 |
| FC Dnipro Dnipropetrovsk | Ucrania | 2008 - 2010 |

## Palmarés
FC Dinamo de Kiev
- Copa Mundial de Fútbol Juvenil de 1977
- Primera División de la URSS: 1976-77, 1979-80, 1980-81, 1984-85, 1985-86, 1989-90
- Copa de la Unión Soviética: 1978, 1982, 1985, 1987, 1990
- Supercopa de la URSS: 1980, 1985, 1986
- Copa de la UEFA: 1986